# 火山塊
火山塊（英語：volanic block）是種岩石碎片，直徑超過64毫米（2.5英寸），並且在固態條件下噴發的。
火山塊是由以前噴發的物質或母岩形成的，因此大多是附生的或偶然產生的。 火山塊也可能由於火山彈的撞擊和破裂產生（火山彈是具有流線型外觀的塊體，通常以熔融狀態排出）。

## 特徵
火山塊幾乎總是成角度或亞角度並大致顆粒均一的。如果母體岩石是流動的熔岩，沉積物質或片狀變質岩，則這些塊體可以呈板狀或板狀。在其他情況下，源自深處的火山塊可能類似於拋光的水磨卵石，並由於液化和向上運輸而被打磨。
火山塊可能是巨大的，並且可能從火山噴口被運輸很遠的距離。1924年，夏威夷的基拉韋厄火山噴發，排出的岩石重達14噸；意大利的維蘇威火山釋放的2-3噸重的火山塊噴出了100-200米。